# كريستو رييس
كريستو رييس (بالإسبانية: Cristo Reyes) هو لاعب دارت إسباني، ولد في 30 يوليو 1987 في تنريفي في إسبانيا.

## وصلات خارجية
- كريستو رييس على موقع DartsDatabase.co.uk (الإنجليزية)